# جي. ماكنزي موس
جي. ماكنزي موس هو محامي وقاضي وسياسي أمريكي، ولد في 3 يناير 1868 في كنتاكي في الولايات المتحدة، وتوفي في 11 يونيو 1929. نشط حزبياً في الحزب الجمهوري. وقد انتخب عضو مجلس النواب الأمريكي ‏.